# Manel Salicrú i Puig
Manel Salicrú i Puig (Mataró, 13 de maig de 1941 - Mataró, 20 de juny de 2015) va ser un aparellador i historiador local català i catalanista, president i director del Museu Arxiu de Santa Maria de Mataró entre 1974 i 2010.
Nascut en el si d'una família de conviccions religioses va estar vinculat des del principi a la parròquia de Santa Maria de Mataró. Va començar la seva educació al Col·legi de les Franciscanes del carrer de la Coma, i el 1949 va entrar a l'Escola Pia. Entre 1958 i 1962 va cursar els estudis d'aparellador a la Universitat de Barcelona mentre treballava al despatx de l'arquitecte Jordi Capell, a qui va considerar sempre el seu mestre. Exercí tota la seva vida laboral d'aparellador d'obres gaudint d'un gran prestigi professional. Entre 1976 i 1983 va formar part de la Junta del Col·legi d'Aparelladors i Arquitectes de Barcelona. Fou un gran coneixedor de la història mil·lenària de Santa Maria, punt de trobada dels mataronins de diverses èpoques. Envoltat d'un equip de persones entusiastes va contribuir a promoure la història i el patrimoni locals.
El 1974, Salicrú, amb trenta-tres anys, sent membre del Consell Pastoral de la parròquia de Santa Maria, a iniciativa del rector d'aleshores, Mn. Francesc Pou, es va fer càrrec del Museu Arxiu, una entitat que havia nascut el 1946, però que des del 1970, l'any en què havia traspassat el seu fundador, Lluís Ferrer i Clariana, romania inactiva. Des del principi, amb la col·laboració de Rafael Soler, antic col·laborador de Ferrer i coneixedor de l'entitat, van iniciar la remodelació de la institució, ordenant i ampliant el seu contingut. El Museu Arxiu, amb biblioteca, arxiu i seccions museístiques, es va convertir, sota la seva direcció, que va durar fins al 2010, en un referent cultural de la població i la comarca, i en un punt de trobada d'historiadors i intel·lectuals de diverses generacions. D'això, en donen compte innombrables exposicions temporals, més de cent números de la revista Fulls del Museu Arxiu de Santa Maria i més de trenta ponències presentades a les Sessions d'Estudis Mataronins. Revista i ponències es van convertir en una tribuna oberta per als historiadors locals. El mateix Manel Salicrú, amb la seva gran inquietud intel·lectual, va arribar a escriure més de trenta articles a la publicació de l'entitat, amb treballs inèdits, alguns dels quals han esdevingut d'absoluta referència, com les investigacions sobre la Guerra Civil o sobre els cementiris a Mataró, entre d'altres. Salicrú també va formar part del jurat del Premi Iluro, referent en l'àmbit històric a la comarca.